# 1427 هـ
1427 هـ هي سنة في التقويم الهجري امتدت مقابلةً في التقويم الميلادي بين سنتي 2006 و2007.

## أحداث
- إصدار الجزء الأول من سلسلة يسألونك الفقهية، تأليف حسام الدين عفانة.

### محرم
- 23 محرم - تفجير ضريح الإمامين العسكريين وهي عملية تفجير منظمة استهدفت ضريح الإمامين علي الهادي والحسن العسكري في سامراء في العراق مما أدى إلى انهيار القبة الخاصة بالضريح.

## مواليد
- الأمير هيساهيتو

## وفيات
- أبو بكر عزت
- أبو حفص الأردني
- أبو مصعب الزرقاوي
- أحمد الصالحين الهوني
- أحمد محمد عوف
- أحمد عبد القادر الترمانيني.
- أطوار بهجت
- أم السعد
- أوغستو بينوشيه
- إبراهيم خان
- إلياس الهراوي
- إيهاب نافع
- برزان إبراهيم التكريتي
- فيرينتس بوشكاش
- بولنت أجاويد
- جاك بالانس
- جمال أبو سمهدانة
- جيرالد فورد
- حامد عمر
- حسين مازق
- حمدي غيث
- خالد النفيسي
- سعاد نصر
- سلامة العبد الله
- سناء يونس
- شامل باساييف
- صالح العابد
- عبد الحسن المفوعر السوداني
- عبد الحليم سعدلاييف
- عبد العزيز حمودة
- عبد الله بن فيصل الفرحان آل سعود
- عبد الله زكريا الأنصاري
- عبد المنعم مدبولي
- عطية صقر
- علال الغازي
- عواد البندر
- غريب محمود
- أسعد غنما
- فؤاد المهندس
- فهد بن سعود بن عبد العزيز آل سعود
- ماجدة الخطيب
- محمد أربابي (شاعر)
- محمد الفيتوري
- محمد الماغوط
- محمد عبد المنعم خفاجي
- محمد عبد الوهاب (لاعب كرة قدم)
- محمود المستيري
- نجيب محفوظ
- نقولا زيادة
- هدى سلطان
- هشام حافظ
- إدريس الحاج داوود
- سالم علي البهنساوي
- عبد الله المطوع
- عبد الله مطلق المسيلم
- عبد الوهاب بن أحمد عبد الواسع
- 10 ذو الحجة - إعدام الرئيس العراقي السابق صدام حسين المجيد في فجر أول أيام عيد الأضحى.
- سعد بن جنيدل
- محمد بن مطر الزهراني
- حسان رشاد زبيدي